# Storasjö
Storasjö är en sjö i Uppvidinge kommun i Småland och ingår i Mörrumsåns huvudavrinningsområde. Sjön har en area på 0,352 kvadratkilometer och ligger 252 meter över havet. Storasjö ligger i Storasjöområdet Natura 2000-område. Vid provfiske har abborre och gädda fångats i sjön.

## Delavrinningsområde
Storasjö ingår i det delavrinningsområde (631329-146822) som SMHI kallar för Utloppet av Storasjö. Medelhöjden är 258 meter över havet och ytan är 2,68 kvadratkilometer. Det finns inga avrinningsområden uppströms utan avrinningsområdet är högsta punkten. Vattendraget som avvattnar avrinningsområdet har biflödesordning 3, vilket innebär att vattnet flödar genom totalt 3 vattendrag innan det når havet efter 132 kilometer. Avrinningsområdet består mestadels av skog (86 %). Avrinningsområdet har 0,36 kvadratkilometer vattenytor vilket ger det en sjöprocent på 13,2 %.